# Tsuguharu Foujita
Léonard Tsuguharu Foujita (in giapponese 藤田 嗣治, Fujita Tsuguharu; Tokyo, 27 novembre 1886 – Zurigo, 29 gennaio 1968) è stato un pittore giapponese naturalizzato francese.
Viene considerato come facente parte del movimento pittorico chiamato Scuola di Parigi, sebbene avesse sviluppato uno stile del tutto personale, che era recettivo a diverse influenze (da Gauguin al simbolismo) ed applicava la tecnica ad inchiostro giapponese allo stile pittorico occidentale. Diede infatti maggior risalto alla linea piuttosto che al volume, con forme stilizzate, ombre e rilievi semplificati e una tavolozza chiara.

## Biografia
Tsuguharu Fujita era figlio di un medico e generale dell'armata imperiale del Giappone. Studiò presso l'Università delle Arti di Tokyo fino alla sua laurea nel 1910.

### A Parigi
Nel 1913 Foujita partì per la Francia, dove riprese a studiare presso la Scuola di Parigi.
Lì incontrò Amedeo Modigliani, Pascin, Chaïm Soutine, Fernand Léger e divenne rapidamente amico di Juan Gris, Pablo Picasso e Henri Matisse.
Nelle sue memorie Foujita pretendeva di aver incontrato Picasso meno di una settimana dopo il suo arrivo, ma un recente biografo, basandosi sulle lettere che Foujita mandò alla prima moglie in Giappone, ha mostrato chiaramente che lo incontrò solo diversi mesi dopo. Egli prese anche lezioni di danza dalla leggendaria Isadora Duncan.
Foujita ebbe il suo primo atelier al 5 di rue Delambre a Montparnasse, dove poi avrebbe installato una vasca da bagno con acqua calda a rubinetto quando avesse avuto denaro sufficiente. Molti modelli vennero da lui appositamente per godere di questo lusso: tra di loro, Kiki, l'emancipata amante di Man Ray, che posò nuda per Foujita nel cortile. Un altro ritratto di Kiki intitolato Nu couché à la toile de Jouy la mostra nuda su di un fondo bianco avorio. Fece scalpore a Parigi al salon d'Automne nel 1922, venendo acquistato per oltre 8000 franchi.
La sua vita a Montparnasse è documentata in diversi dei suoi lavori, compresa l'acquaforte À la Rotonde (o Café de la Rotonde) del 1925-27, parte della serie Tableaux de Paris pubblicata nel 1929.

### I matrimoni
Il primo matrimonio di Foujita avvenne in Giappone, quando era ancora uno studente. Dopo essersi trasferito a Parigi per approfondire la sua formazione artistica, organizzò un divorzio consensuale.
Nel marzo del 1917, nel caffè La Rotonde, Foujita ebbe un colpo di fulmine per una giovane donna, Fernande Barrey. In un primo momento essa ignorò totalmente gli sforzi di Foujita per intavolare una conversazione; tuttavia, il mattino dopo Foujita la vide di nuovo, regalandole un bouquet blu che aveva fatto durante la notte. Incuriosita, gli offrì del tè. Si sposarono tredici giorni più tardi.
Col passare del tempo, soprattutto dopo la sua mostra del 1918, raggiunse grande fama, come pittore sia di belle donne che di gatti, con una tecnica molto originale. Fu all'epoca uno dei pochi artisti di Montparnasse a guadagnare molti soldi. Nel 1925, Tsuguharu Foujita fu decorato con l'Ordine di Leopoldo, e venne fatto cavaliere della Legion d'onore in Francia (sarebbe poi diventato ufficiale della Legione d'Onore nel 1957).
Nel 1918, il poeta polacco Léopold Zborowski organizzò un viaggio nel sud della Francia, ed ebbe l'idea di far vendere i suoi dipinti a ricchi turisti per mezzo dei suoi amici artisti. Foujita e sua moglie, Soutine e Modigliani con la sua amica Jeanne Hébuterne parteciparono al viaggio, che tuttavia non fu un successo, e il gruppo dovette sopravvivere con gli anticipi che Foujita ottenne dal suo rivenditore a Parigi. Questi fondi si esaurirono rapidamente e l'albergatore confiscò tutti i loro bagagli in sostituzione del pagamento.
Nel 1921 si legò a Lucie Badoul, che chiamava Youki, o "Rosa delle Nevi". Essa sarebbe diventata la sua terza moglie. Il loro rapporto finì quando la donna divenne prima l'amante, poi la moglie, del poeta surrealista Robert Desnos.

### America Latina e Giappone
Dopo lo scioglimento del suo terzo matrimonio e la sua fuga in Brasile nel 1931 (con il suo nuovo amore, Mady), Foujita viaggiò e dipinse in tutta l'America Latina, facendo delle mostre che incontrarono un grande successo in tutto il suo viaggio. A Buenos Aires, in Argentina, 60.000 persone visitarono la sua esposizione, e più di 10.000 si misero in coda per un suo autografo.
Nel 1932 contribuì con un'opera al Pax Mundi, un grande libro in-folio prodotto dalla Società delle Nazioni con l'auspicio di una lunga pace mondiale.
Nel 1933 fu accolto come una celebrità al suo ritorno nel paese natale, dove s'insediò per alcuni anni. Divenne allora un membro del Nikakai e realizzò delle pitture murali. Nel 1938 si recò in Cina con altri pittori, come Koiso Ryohei come un pittore aggregato agli eserciti in guerra. Soggiornò di nuovo a Parigi dal 1939 fino all'arrivo dei tedeschi nel maggio 1940. Dal 1939 al 1945 lavorò ad opere e mostre di pittura di guerra Senso-ga. La bataille de la rive de la rivière Khalka (哈爾哈河畔之戦闘, La battaglia della riva del fiume Khalka) e La charge suicide d'Attu (アッツ島玉砕, La carica suicida di Attu) sono alcune delle opere di questo periodo. La sua collaborazione al militarismo dell'epoca sarebbe stata all'origine di critiche durante il dopoguerra e della sua partenza per la Francia nel 1949.

### Ultime opere
Nel 1955, Foujita ottenne la cittadinanza francese. Si convertì al cattolicesimo il 14 ottobre 1959, dopo una mistica illuminazione nell'Abbazia di Saint-Remi a Reims. Scelse il nome "Léonard" per onorare Leonardo da Vinci.
Nel 1964 decise con René Lalou (il suo padrino, che dirigeva la casa produttrice di champagne Mumm) la costruzione di una cappella neoromanica a Reims, nei giardini della ditta Mumm: la Chapelle Notre-Dame-de-la-Paix o cappella Foujita (iniziata nel 1965, completata nel 1966). Il suo ultimo lavoro importante fu la decorazione di questa cappella.
Léonard Foujita morì di cancro il 29 gennaio 1968 a Zurigo, Svizzera. Dopo essere stato sepolto a Reims, e poi riesumato per essere portato a Villiers-le-Bâcle (Essonne), i suoi resti si trovano (dal 6 ottobre 2003) nella cappella Foujita, accanto al corpo della sua ultima moglie, nel luogo che egli stesso aveva designato per la propria sepoltura.

## Opere principali

### Dipinti
- Nu couché à la toile de Jouy, 1922
- Autoportrait dans l'atelier, 1926
- Un bistrot à Saint-Germain-des-Prés, 1958
- La Jeune Fille à la rose

### Illustrazioni
- Légendes Japonaises, l'Eau - la Terre - le Ciel - le Feu, prefazione di Claude Farrère, Éditions de l'Abeille d'Or, 1922.
- Les Aventures du roi Pausole di Pierre Louÿs, Artheme Fayard Et Cie, Parigi, 1925
- La Troisième Jeunesse de madame Prune - Édition d'art Devambez, Parigi, 1926
- L'Oiseau Noir dans le Soleil Levant di Paul Claudel, Éditions Excelsior, Parigi, 1927
- L'Honorable Partie de campagne di Thomas Raucat (pseud. di Roger Poidatz), NRF, Parigi, 1927
- Shizouka, Princesse tranquille di Kikou Yamata (ritratto dell'autrice eseguito da Foujita), Éditions M-P. Trémois, Parigi, 1929
- La Rivière enchantée di René Héron de Villefosse, 27 acqueforti, Bernard Klein, Parigi, 1951
- Dragon des mers de Jean Cocteau, 25 bulini, George Guillot, 1955
- Poésies indochinoises di Mitiyo Mori

### Luoghi espositivi

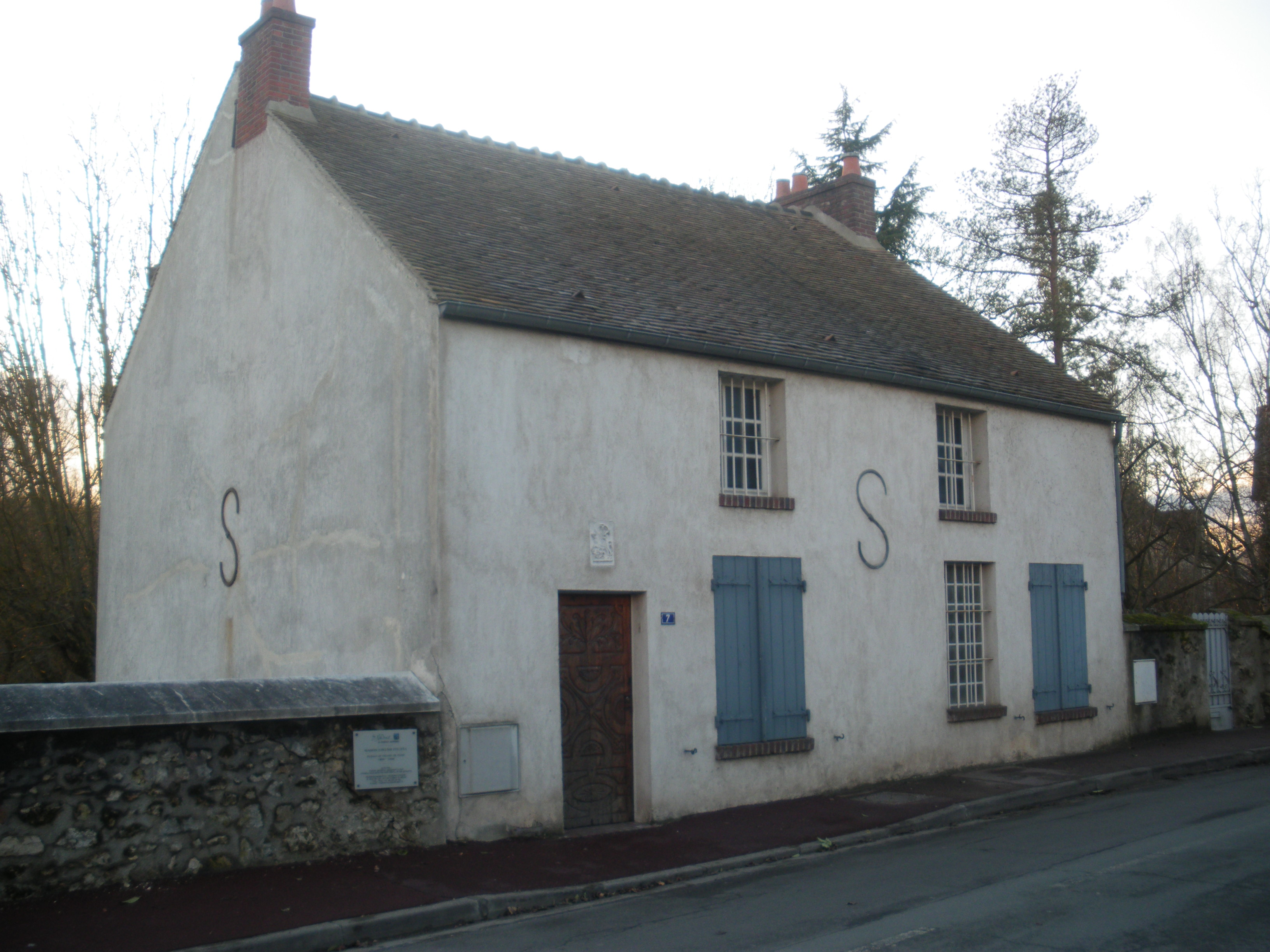
Maison-atelier Foujita

- Maison-atelier Foujita[4]: atelier di Foujita situato in 7 route de Gif a Villiers-le-Bâcle, nel quale si può vedere il suo lavoro preparatorio per la realizzazione della cappella di Notre-Dame-de-la-Paix de Reims.
- Chapelle Foujita, 33 rue du Champ-de-Mars, 51100 Reims
- Musée Faure, 10 boulevard des Côtes, 73100 Aix-les-Bains, Savoia. vi sono esposte due tele del pittore.
- Artizon Museum, 10 Kyobashi Chuo-ku, Tokyo
- Museo d'Arte Hirano Masakichi, Akita (ne conserva oltre un centinaio).

## Mercato artistico
Le opere di Foujita raggiungono elevate quotazioni presso i collezionisti di tutto il mondo.
- Ragazza nel parco, un olio su tela del 1957 fu venduto per 5.500.000 dollari il 16 maggio 1990 a New York.[5]
- Le due amiche (Yuki e Mado), un olio su tela del 1926 fu venduto per 204.000 sterline da Sotheby's il 6 febbraio 2007 a Londra.[5]